# Fondazione Istituto degli Studi Orientali
La Fondazione Istituto degli Studi Orientali è una fondazione creata da Zygmunt Berdychowski nel 1993, la cui missione è promuovere la cooperazione tra i paesi europei, in particolare dell'Europa centrale ed orientale. Tutti i progetti realizzati dalla Fondazione mirano a sviluppare i contatti politici, economici, culturali e scientifici fra diversi paesi di questa regione.
Lo scopo principale dell'attività della Fondazione è l'organizzazione del Forum economico di Krynica. Dal 2003 la Fondazione organizza anche gli altri eventi come: Forum Industriale, Forum Europa-Ucraina, Congresso Europeo delle Autorità Locali e Forum degli Investimenti.